# تپه‌های جمیلی (دوقلو)
تپه‌های جمیلی (دوقلو) مربوط به اوایل دوران‌های تاریخی پس از اسلام است و در شهرستان مشهد، روستای چلاقد واقع شده و این اثر در تاریخ ۱۹ مرداد ۱۳۸۴ با شمارهٔ ثبت ۱۲۹۵۴ به‌عنوان یکی از آثار ملی ایران به ثبت رسیده است.